# 罗斯特-麦克劳克林效应
罗斯特-麦克劳克林效应是指当食双星系统中的伴星或行星穿越主星的球面时所观测到的一种光谱现象。当主星绕其自转轴自转时，其光球上的一个象限看起来在向着地球运动，另外三个象限则朝背离地球方向运动；这造成了恒星光谱的不同红移值，通常能够在恒星谱线的增宽区域发现这种区别。当伴星或行星穿越主星球面时，它将遮蔽主星光球的部分区域，使得观测者观测到的红移或蓝移光线变得模糊。这将引起观测得的主星平均红移值较之之前发生变化。当伴星或行星运行至恒星光球的另一端时，红移异常将会由负值变为正值，或者相反。

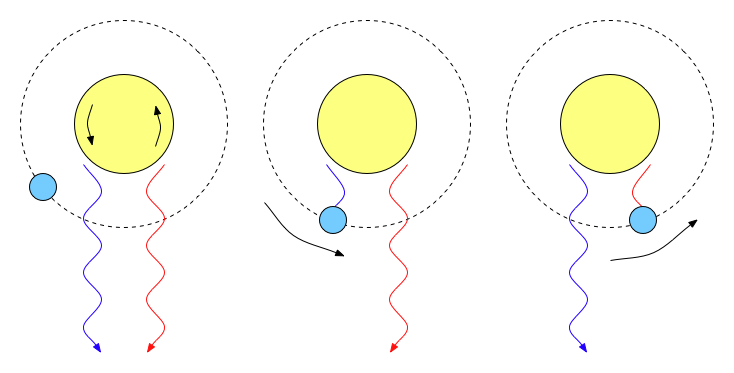
该图阐释了罗斯特-麦克劳克林效应：观测者位于图的下方；对于逆时针方向自转的主星来说，其伴星或行星切入一端的光球将会放射出蓝移光线，而伴星或行星离开的一端将会放射出红移光线。当伴星或行星穿越主星球面时，它将会顺次遮蔽蓝移光线和红移光线，使得主星的视向速度看似发生了变化（事实上并没有发生变化）。

## 延伸阅读
- Y. Ohta, A. Taruya & Y. Suto; The Rossiter–McLaughlin Effect and Analytic Radial Velocity Curves for Transiting Extrasolar Planetary Systems （页面存档备份，存于）, The Astrophysical Journal, v. 622, part 1 (2005), pp. 1118–1135